# Милорад Поповић Шапчанин
Милорад Поповић Шапчанин (Шабац, 7. јул 1841 — Београд, 26. фебруар 1895) био је српски песник.

## Биографија
Породица се 1842. године због "династичких промена" у Србији, преселила у Ириг, а затим у Нови Сад, па Карловце. Очево изгнанство га је инспирисало да напише дело "Сургун". Гимназију је тако матурирао у Сремским Карловцима. Гимназијске дане је описао у делу "Мохан Ђенадије". Опет због промене династије, породица се враћа у Србију и он завршава образовање на београдској Богословији.
Постављен је 1864. године за писара у шабачкој Конзисторији, код владике Гаврила. Учесник Српско-турских ратова (1876 — 1878).  Био је једно време професор Шабачке гимназије (1865 — 1866). Прелази у Београд 1866. године и следећих 14 година радио као писар у Министарству просвете и црквених дела Кнежевине Србије.
За члана Српског ученог друштва изабран је 21. јануара 1868. Од 1892. је прво редовни, па почасни члан Српске краљевске академије. Био је управник Народног позоришта 1877. и 1880-1893. године. Од 1893. године па до смрти Милорад је био администратор Краљеве цивилисте и Круниних добара. 
Осим што је од 1870. године секретар Министарства просвете, он је и инспектор , ревизор и надзорник српских школа. Био је реформатор српске просвете, који се упознао са немачком просветом током студијског боравка у Немачкој. Превео је педагошко дело немачког педагога Карла Кера: "Рад у школи".
Уредник је листа Домаћица (1885). Неуморни културно-просветни и јавни делатник. Песник, приповедач, романописац, путописац, драмски писац, писац уџбеника. Написао је више позоришних дела која су извођена на београдској сцени. Објавио је преко 20 књига, међу којима и "Песме" (1863), "Приповетке" I, II и III (1877/1879), те "Задужбина" (1893). Издао је публикацију "Жубори и вихори", у којој се бавио нашом епском и лирском поезијом. Више ситних радова заступљено је у публикацијама: Даница, Јавор, Вила, Отаџбина, Стражилово и др.
Био је ожењен Милком, сестром Лазе Лазаревића.
Преминуо је у Београду 26. фебруара (14. фебруара по јулијанском календару) 1895. година.